# Marie Řecká a Dánská
Marie Řecká a Dánská (Řecky: Πριγκίπισσα Μαρία της Ελλάδας και Δανίας; 3. března 1876 – 14. prosince 1940) se narodila jako páté dítě a druhá dcera Jiřího I. Řeckého a Olgy Konstantinovny Romanovové. Byla sestrou krále Konstantina I. Řeckého a sestřenicí ruského cara Mikuláše II. a krále Jiřího V. ve Spojeném království.
Narodila se jako řecká a dánská princezna a vzdělání získala v Athénách u soukromých učitelů. Její otec jí vštípil velkou lásku k Řecku a po celý život zůstala horlivou vlastenkou. Provdala se za ruského velkoknížete Georgije Michajloviče, svého bratrance z prvního kolena, který se jí pět let dvořil. Svatba se konala v roce 1900 na Korfu. Manželé se usadili v Petrohradě a měli dvě dcery: kněžnu Ninu (1901–1974) a kněžnu Xenii (1903–1965).
Velkokníže Georgij Michajlovič pro ni nechal postavit dům na Krymu a byl oddaným otcem i manželem, ale manželství bylo nešťastné. Princezna Marie, po svatbě známá jako velkokněžna Marie Georgievna Ruská, si nestihla zamilovat ani svého manžela, ani svou adoptivní zemi. Stýskalo se jí po rodném Řecku a nikdy se nepřizpůsobila životu v Rusku. V průběhu let se svému manželovi odcizila a využívala každé příležitosti k pobytu v zahraničí. V době vypuknutí první světové války trávila se svými dcerami dovolenou v Anglii a rozhodla se do Ruska nevrátit. Během konfliktu byla patronkou tří vojenských nemocnic v Harrogate, které štědře financovala.
Její manžel byl po revoluci uvězněn v Rusku a v lednu 1919 byl spolu s několika dalšími příbuznými Romanovců zastřelen bolševiky. Ve svém vdovství, zbavena ruských příjmů, čelila velkokněžna Marie vážným finančním potížím. V roce 1920 se vrátila se svými dcerami do Řecka. Tam navázala vztah s admirálem Periklesem Ioannidisem, který byl velitelem lodi, na níž se vrátila do Athén. V roce 1922 se vzali. Vyhlášení druhé řecké republiky v roce 1924 ji poslalo do exilu. Princezna se vrátila a několik let žila v Británii, v roce 1926 se usadila se svým druhým manželem v Římě. V Itálii žila více než deset let, dokud ji vypuknutí řecko-italské války v roce 1940 nepřinutilo vrátit se do rodného Řecka. Byla ve špatném zdravotním stavu a staral se o ni její synovec řecký král Pavel a jeho manželka Frederika. Zemřela, když se řecká královská rodina chystala odjet do exilu. Zanechala po sobě knihu vzpomínek, kterou posmrtně vydali její vnuci pod názvem Romanovský deník.

## Původ a dětství

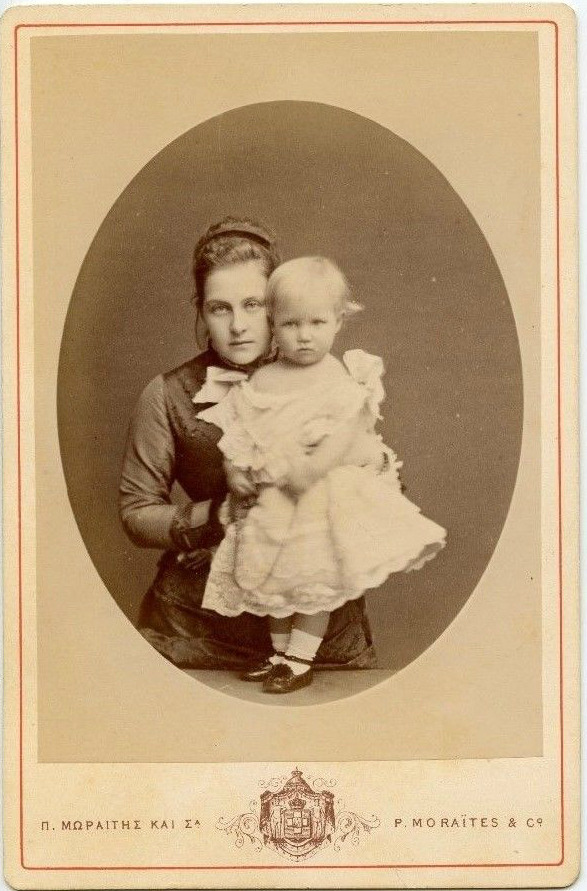
Princezna Marie Řecká a Dánská se svou matkou řeckou královnou Olgou, 1877

Princezna Marie Řecká a Dánská se narodila 3. března 1876 v královském paláci v Athénách jako páté dítě a druhá dcera řeckého krále Jiřího I. a ruské velkokněžny Olgy Konstantinovny. Mariin otec se narodil jako dánský princ, a tak byla řecká královská rodina součástí dánské královské rodiny.
Kněžna Marie, přezdívaná „řecká Minnie“, aby se odlišila od starší „Minnie“, své tety z otcovy strany (ruské carevny Marie Fjodorovny), vyrůstala v početné rodině s osmi dětmi. Jedna sestra, jménem Olga, zemřela v dětství, ale měla pět bratrů: Konstantina, Jiřího, Mikuláše, Ondřeje, Kryštofa a jednu žijící sestru Alexandru.
Král Jiří a královna Olga byli oddanými rodiči, kteří svým dětem poskytovali šťastné a útulné prostředí. Řecká královská rodina nebyla na královské poměry bohatá a žila prostě a jednoduše. V průběhu roku se podle pravidelného schématu stěhovali po různých svých nemovitostech: Rok začínali v královském paláci v Athénách, o nedělích často navštěvovali Themistoklés, malé královské sídlo u vjezdu do přístavu Pireus, na jaře se přesunuli do Mon Repos, rodinné královské vily na ostrově Korfu. Během dubna cestovali po řeckých provinciích, přičemž si každý rok vybrali jiný region. V létě řecká královská rodina pobývala v Tatoi v horách severně od Athén až do poloviny října, než se na zimu vrátila do královského paláce.
Král Jiří byl přísný a náročný otec, ale v rozporu s obecným přístupem té doby věřil ve šťastné a dovádivé děti. Marie a její sourozenci byli rozpustilí, dělali lumpárny, dokonce podnikali projížďky na kole dlouhými chodbami královského paláce, někdy pod vedením samotného krále.
Marii a její sourozence vychovávaly britské chůvy a vzdělávaly guvernantky a soukromí učitelé. Jejich prvním jazykem byla angličtina. Mezi sebou mluvily řecky a s rodiči anglicky. Mariino vzdělání se řídilo konvencemi pro princezny té doby. Důraz byl kladen na jazyky, kromě rodné řečtiny se učila německy, anglicky a francouzsky. Studovala matematiku, historii, literaturu a zeměpis. Kromě toho se učila dvorní etiketě, pravoslavnému náboženství, kreslení, malování, hudbě, tanci a učila se hrát na klavír. Věnovala se také jízdě na koni, gymnastice a chodila na hodiny zpěvu.

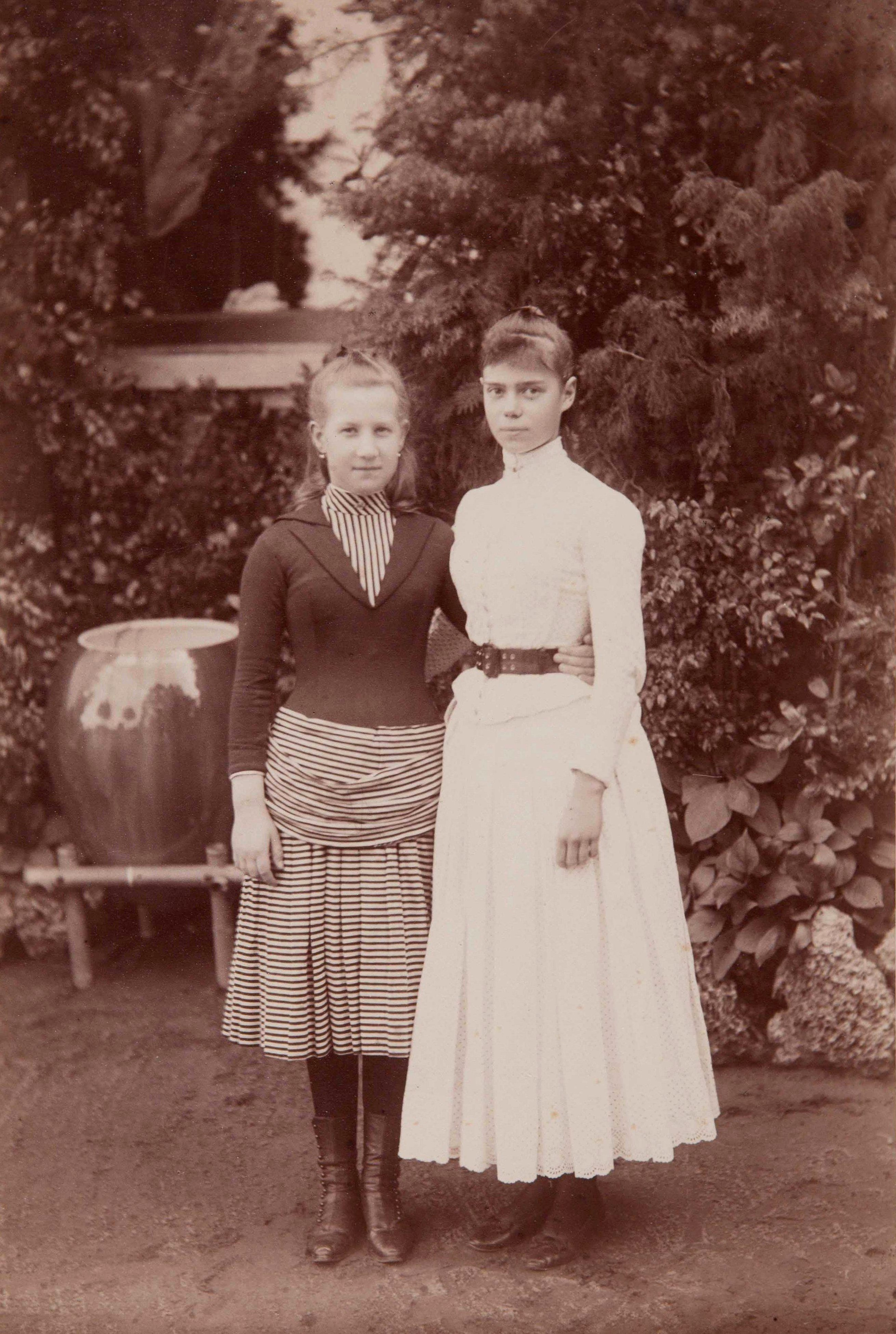
Princezna Marie Řecká a Dánská se svou sestřenicí ruskou velkokněžnou Xenií Alexandrovnou, 1890

Protože Mariini nejstarší bratři již byli zaměstnáni studiem, vyrůstala blíže své sestře Alexandře a bratru Mikulášovi, kteří byli starší než ona. Byla malá a snědá, méně hezká než její sestra, ale živější. Rodinná setkání ji mnohokrát zavedla do zahraničí. V roce 1882 navštívila německý Wiesbaden a v roce 1886 ji matka poprvé vzala do Ruska, kde pobývali u Romanovců v Pavlosku, domě její babičky z matčiny strany.
Každé dva roky trávila princezna Marie prázdniny v Dánsku, kde navštěvovala své prarodiče z otcovy strany. V paláci Fredensborg na ostrově Zéland se Marie a její sourozenci setkávali na velkých rodinných setkáních se svými ruskými a britskými bratranci a sestřenicemi. Se dvěma z nich se spřátelila na celý život: velkokněžnou Xenií Ruskou a princeznou Viktorií Britskou.
Král Jiří I. vštípil svým potomkům velkou lásku k Řecku. Říkával jim: „Nikdy nezapomínejte, že jste cizinci mezi Řeky, a dbejte na to, aby si na to nikdy nevzpomněli.“ V důsledku toho zůstala po celý život intenzivně řecká. Jako dítě plakala, když jí řekli, že patří k cizí dynastii a nemá řeckou krev. V dospělosti se vždy dívala na Athény jako na svůj domov.
Lidová touha sjednotit všechny Řeky na jednom území (Megali Idea) vedla na Krétě k povstání proti turecké nadvládě. V únoru 1897 vyslal král Jiří svého syna, prince Jiřího, aby se zmocnil ostrova. Na podporu krétské věci překročila řecká vojska makedonské hranice a Abdul Hamid II. vyhlásil válku. Během konfliktu královna Olga zorganizovala vojenskou nemocnici a princezna Marie sloužila jako zdravotní sestra. Řecko-turecká válka v roce 1897 dopadla pro špatně připravené Řeky zle, byli nuceni vzdát se Kréty pod mezinárodní správu a souhlasit s menšími územními ústupky ve prospěch Turků a s peněžním odškodněním.
Od sňatku své sestry Alexandry v roce 1889 se princezna Marie stala otcovým oblíbeným dítětem a stálou společnicí. Pomáhala otci jako jeho neoficiální sekretářka, protože její matka, královna Olga, trpěla špatným zrakem. Dne 27. února 1898 se otec s dcerou vraceli z projížďky v kočáře na pláž ve Faleronu, když na ně vystřelili dva střelci. Král se pokusil chránit svou dceru; oběma se nic nestalo, i když byl zraněn lokaj a oba koně. Později byl na místě atentátu postaven kostel.

## Manželství

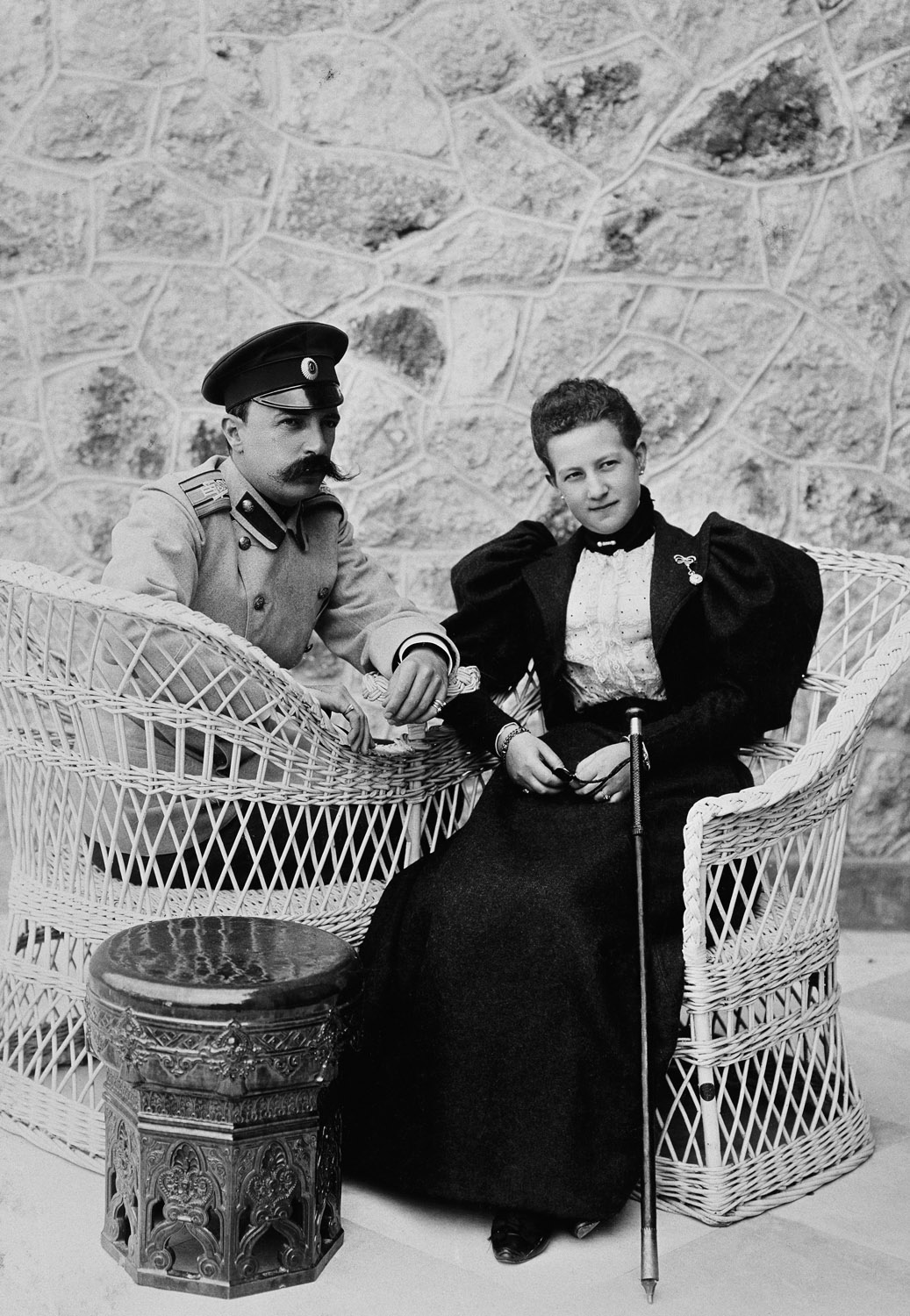
Řecká princezna Marie a ruský velkokníže Georgij Michajlovič, 1896

Princezna Marie chtěla strávit celý život v Řecku, místo aby následovala tradiční cestu tehdejších princezen, které se musely provdat za cizího prince a odstěhovat se do ciziny. V pozdním mládí se zamilovala do řeckého prostého muže, ale rodiče jí nedovolili uzavřít nerovný svazek.
Bylo jí právě dvacet let, když ji v dubnu 1896 během olympijských her v Athénách požádal srbský král Alexandr I. (poslední představitel dynastie Obrenovićů) o ruku. Princezna Marie shledala krále Alexandra příliš ošklivým a odmítla ho.
Marie od dětství mnohokrát navštívila Rusko se svou matkou, která zůstala velmi spjata se svou rodnou zemí. Obvykle pobývaly v Pavlovském paláci u babičky princezny Marie z matčiny strany, velkokněžny Alexandry Josifovny. Během pobytu v Rusku v létě 1894, na svatbě své sestřenice velkokněžny Xenie s velkoknížetem Alexandrem Michajlovičem, se princezna Marie zakoukala do ženichova bratra, ruského velkoknížete Georgije Michajloviče, který byl bratrancem její matky z prvního kolena, ten však o ni tehdy neměl zájem. Při další návštěvě Ruska na podzim roku 1895 se znovu setkali na dvorním plese, tentokrát jí připadal příliš starý a nudný a už o něj neměla zájem, on se naopak zamiloval do ní a požádal ji o ruku, ona ho odmítla ke zděšení Mariiny matky, královny Olgy, která byla pro ruský sňatek své dcery.
Na jaře 1896 přijel do Athén velkokníže Georgij Michajlovič a při hře kulečníku ji požádal o ruku. Přijala ho a zasnoubení bylo oficiálně oznámeno 4. dubna 1896. Svatba se měla konat o několik měsíců později v létě. V říjnu si to však rozmyslela a poté, co dvakrát odložila termín svatby, zasnoubení zrušila. 
Ruský velkokníže Georgij Michajlovič na svém záměru trval pět let. Dvakrát ročně žádal o ruku kněžnu Marii, která ho stále odmítala. Nakonec zasáhl car Mikuláš II. a řekl velkoknížeti, aby učinil už jen jeden pokus a vzdal se. Georgij Michajlovič přijel do Řecka na jaře 1900. Tentokrát řecká princezna pod tlakem své rodiny jeho nabídku k sňatku konečně přijala, avšak neochotně. Dala jasně najevo, že pro ni je to sňatek z rozumu a že své city nehodlá měnit. Než si to rozmyslela, královna Olga svatbu uspíšila. Svatba se konala v Řecku v kostele staré benátské pevnosti na Korfu 12. května 1900. Jednalo se o poměrně jednoduchý obřad s recepcí v rezidenci řecké královské rodiny na Korfu. Tehdy jí bylo 24 let a jejímu manželovi 37 let.

## Ruská velkokněžna

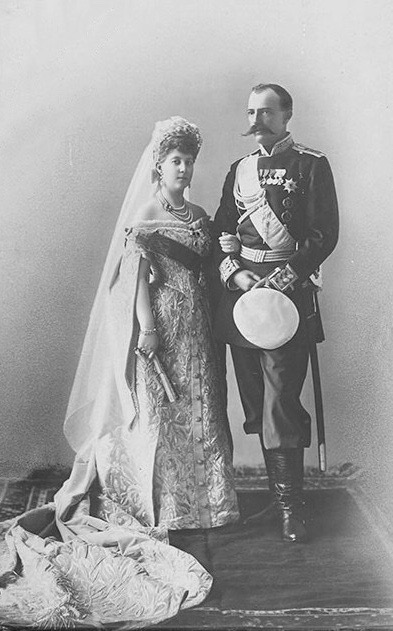
Velkokněžna Marie s manželem, 1900

Po svatbě se manželé nalodili na řeckou královskou jachtu a odpluli do Neapolského zálivu. V Itálii strávili líbánky a cestovali po Rakousku-Uhersku. Z Vídně se přes Varšavu dostali do Ruska. Řeckou princeznu Marii, v Rusku známou jako velkokněžnu Marii Georgijevnu Ruskou, Romanovci přivítali jako jednu ze svých, její matka, řecká královna Olga, byla rodem ruská velkokněžna, sestřenice ruského cara Alexandra III. Mariin otec, řecký král Jiří, byl oblíbeným bratrem carevny Marie Fjodorovny. Marie byla sestřenicí cara Mikuláše II., kterého znala celý život.
Velkokněžna Marie se s manželem usadila v bytě v Novomichajlovském paláci na Palácovém nábřeží v Petrohradě, který patřil jejímu tchánovi, velkoknížeti Michailu Nikolajeviči. Velký palác sdíleli s ovdovělým otcem velkoknížete a dvěma svobodnými bratry, velkoknížetem Nikolajem Michajlovičem a velkoknížetem Sergejem Michajlovičem, s nímž se Marie Gerogijevna obzvlášť sblížila. Rodina měla jako letní venkovské sídlo Michajlovskoje nedaleko Peterhofu. Velkokníže Georgij Michajlovič měl v mládí zranění jedné nohy, které omezilo aktivní vojenskou kariéru, o kterou by stál; svůj čas věnoval funkci ředitele muzea Alexandra III., kam přestěhoval svou rozsáhlou numismatickou sbírku.
Dva dny poté, co carevna Alexandra Fjodorovna porodila svou čtvrtou dceru, velkokněžnu Anastasii Nikolajevnu, porodila velkokněžna Marie Georgijevna 20. června 1901 své první dítě, kněžnu Ninu Georgijevnu. O dva roky, dva měsíce a dva dny později, 22. srpna 1903, se jí narodila druhá dcera a poslední dítě, kněžna Xenie Georgijevna. Krátce po narození Xenie ochrnul tchán velkokněžny Marie po mrtvici a natrvalo se přestěhoval do jižní Francie, aby se zotavil. 

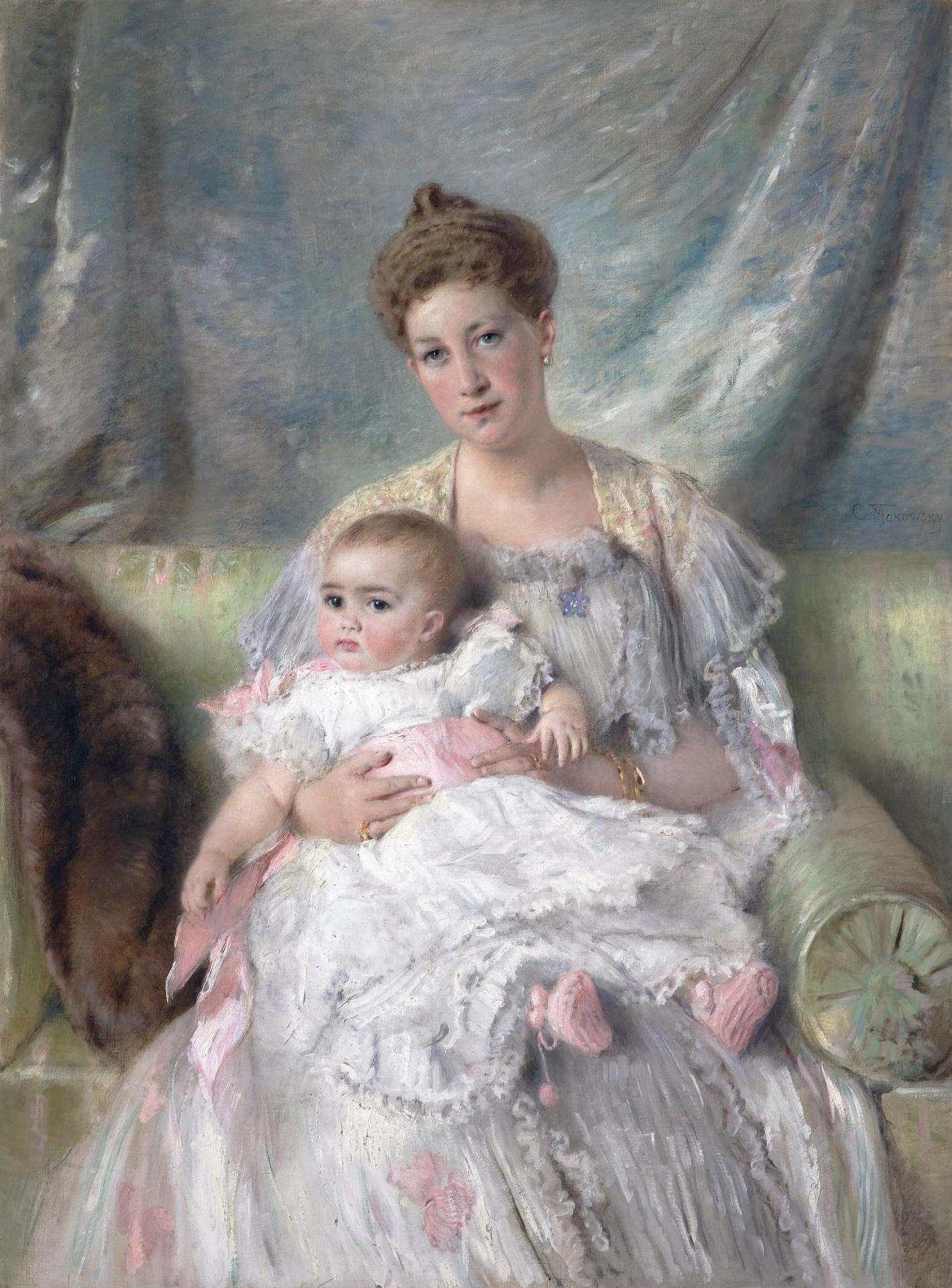
Velkokněžna Marie Georgijevna se svou starší dcerou kněžnou Ninou Georgijevnou na portrétu K. Makovského, 1901/1902

Během let života v Rusku (1900–1914) velkokněžna Marie často cestovala do jižní Francie, Dánska, Anglie, Německa, Itálie a každoročně do rodného Řecka. V létě roku 1900 navštívila Marie Georgijevna s manželem Krym. Právě tam, na pozemku, který velkokníže Georgij koupil v 90. letech 19. století nedaleko Aj-Todoru, na vysokém útesu nad mořem, se manželé rozhodli postavit své sídlo. Stavbou pověřili ruského architekta Nikolaje Petroviče Krasnova, který v letech 1895–1897 postavil pro velkoknížete Petra Nikolajeviče palác v Dulbeře a v letech 1910–1911 postavil pro cara Mikuláše II. a jeho manželku Alexandru bílý palác v Livadii.
Protože velkokněžna Marie Georgijevna měla velmi ráda vše anglické, byla vila postavena v anglickém stylu z místního vápence, ale na památku starověké pevnosti, která kdysi stála na výběžku Ai-Todoru, jí dali řecké jméno Harax (pevnost). Manželé se velmi podíleli na plánování, protože oba byli zruční umělci. Velkovévodkyně Marie načrtla vnější fasády a nakreslila půdorysy, zatímco velkovévoda Georgij namaloval vizualizace akvarelem a perem a tuší náčrty.
Stavba probíhala v letech 1905–1907. Harax, který měl 46 místností, stál na šedé kamenné podezdívce, jež se křížovým půdorysem rozšiřovala na okolní terasy. Dvoupatrový dům s červenou taškovou střechou a výhledem na Černé moře, posetý komíny, vyzdobila velkokněžna anglickým nábytkem, stříbrnými příbory, textilem a tapetami dovezenými z Anglie. Později byl majetek rozšířen o farmu, domek na hraní pro jejich dcery, bydlení pro rodinu jejich zaměstnanců a kostel v roce 1908. Manželé se s nadšením pustili do zahradničení a pracovali na úpravě okolního parku. Jelikož se Harax nacházel v pěší vzdálenosti od Livadijského paláce, krymské rezidence cara Mikuláše II. a jeho nejbližší rodiny, car a jeho děti byli častými návštěvníky.
Sedm let vedli velkokníže a jeho manželka klidný život na Krymu a v zimě se vraceli do Petrohradu na společenskou sezónu v carském hlavním městě. Velkokněžna Marie, která špatně ovládala ruštinu, mluvila s manželem francouzsky a s dcerami anglicky. Nejstarší princeznu Ninu popsala baronka Agnes von Stoeckl jako „snědou, klidnou a indolentní“, zatímco nejmladší Xenie byla „blonďatá, živá a plná života“. Obě dívky byly svými rodiči velmi opečovávané. Velkokněžna Marie si na jejich výchovu najala anglickou chůvu.
18. března 1913 byl v Soluni, městě, které Řecko obsadilo během první balkánské války, zavražděn král Jiří I. Pro Marii Georgijevnu, která byla svému otci tak blízká, to byla strašná rána. Mnoho týdnů byla zdrcená a o několik týdnů později se musela, stále zarmoucená, zúčastnit oslav třístého výročí založení dynastie Romanovců. Do roku 1914 se vztah mezi velkokněžnou a jejím manželem zhoršil. Velkokníže Georgij byl oddaným otcem a manželem, ale velkokněžna se do něj nikdy nezamilovala. Nikdy neměla ráda ani Rusko a nakonec se svému manželovi odcizila. 

### První světová válka
V létě 1914 odjela velkokněžna s oběma dcerami a svou dvorní dámou baronkou Agnes von Stoeckl z Ruska do Anglie, aby zlepšila chatrné zdraví své dcery Xenie minerálními vodami v lázeňském městě Harrogate, kde byly již třikrát předtím. Ve skutečnosti si přála zkušební odloučení od svého manžela. Velkokníže je v červenci doprovázel do Varšavy. 
Po pobytu v hotelu Claridge's se princezna přesunula do Harrogate, kde se k nim měl o několik týdnů později připojit velkokníže Georgij Michajlovič. Vypuknutí první světové války 28. července 1914 však jejich plány zhatilo. Velkokníže Georgij byl nucen cestu zrušit, protože se musel vrátit ke svým povinnostem v carské armádě. Velkokněžna Marie ze své strany odmítla možnost spěchat zpět do Ruska se svou tetou carevnou Marií Fjodorovnou, která byla toho léta v Londýně. Místo toho se velkokněžna rozhodla prodloužit si pobyt ve Spojeném království se svými dcerami a později využila nebezpečí spojeného s cestou zpět v době války k tomu, že se nepokusila o návrat do Ruska.
Rozhodnuta pomoci ve válce Trojdohodě proti Centrálním mocnostem, založila velkokněžna Marie v Harrogate malou vojenskou nemocnici. Byla určena britským a kanadským námořníkům zraněným ve válce. Absolvovala ošetřovatelský kurz Červeného kříže a již jako mladá princezna měla zkušenosti s vojenskou lékařskou službou v Řecku, kde sama ošetřovala pacienty. Toto zařízení bylo tak úspěšné, že velkokněžna nakonec do roku 1915 zřídila další dvě nemocnice. Během čtyř let války zde bylo ošetřeno více než 1 200 pacientů. Pod dojmem její práce jí její bratranec král Jiří V. v červenci 1915 udělil Královský červený kříž.

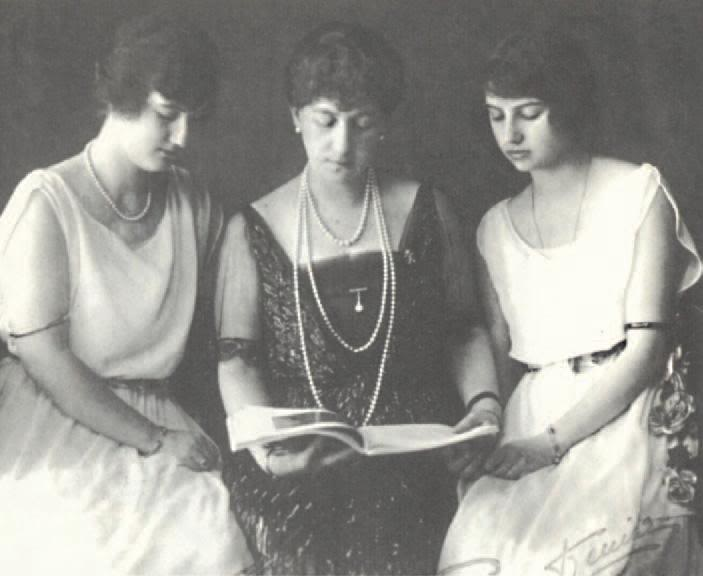
Velkokněžna Marie Georgijevna se svými dvěma dcerami, 1917

Během válečných let žila velkokněžna Marie se svými dcerami v Harrogate až do července 1916, kdy se přestěhovala do velkého sídla na Grosvenor Square v Londýně. Měla velmi blízko k britské královské rodině, téměř každý večer chodila do Marlborough House na večeři a hrát karty s královnou Alexandrou. Velkokněžna Marie také pravidelně navštěvovala svou sestřenici, britskou princeznu Viktorii, která byla její blízkou přítelkyní již od dětství. I nadále často jezdila do Harrogate, kde měla na starosti její nemocnice.
Vypuknutí ruské revoluce v roce 1917 narušilo každodenní život velkokněžny Marie a jejích dcer, které přestaly dostávat příjmy z Petrohradu. Velkokněžna nemohla dále dotovat nemocnice, které zaštiťovala, a svěřila je pod ochranu své tety královny Alexandry. Na žádost svých pacientů však zůstala ředitelkou až do konce války. Její zhoršené finanční poměry donutily velkokněžnu Marii přestěhovat se do menší rezidence vedle Regent's Parku. Právě díky finanční podpoře své budoucí švagrové, bohaté Američanky Nancy Leedsové, byla velkovévodkyně schopna udržet své finance nad vodou.
V roce 1918 byl velkokníže Georgij Michajlovič zatčen bolševiky, když se snažil emigrovat do Velké Británie. Znepokojena osudem svého manžela se Marie Georgijevna snažila dosáhnout propuštění svého manžela a dalších ruských příbuzných. Prostřednictvím dánského velvyslanectví se snažila získat jejich svobodu výměnou za 50 000 liber, ale neúspěšně.
Po několika měsících nejistoty byl velkokníže nakonec 30. ledna 1919 v Petropavlovské pevnosti bolševiky zastřelen. Spolu s manželem ztratila Marie i svého švagra velkoknížete Nikolaje Michajloviče, svého bývalého švagra velkoknížete Pavla Alexandroviče a svého strýce z matčiny strany, velkoknížete Dimitrije Konstantinoviče.

## Druhé manželství

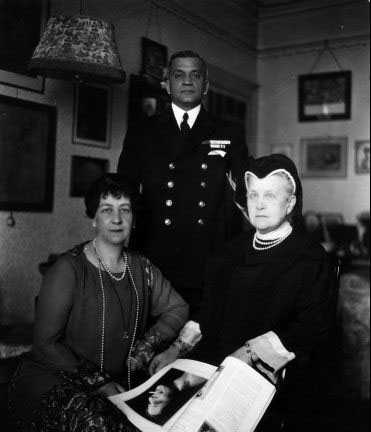
Řecká princezna Marie s její matkou a druhým manželem admirálem Ioannidesem, 1920

Po ovdovění se princezna Marie Řecká vrátila ke svému původnímu jménu a titulu a soustředila se na vlastní rodinu. Na počátku první světové války, kdy bylo Řecko oslabeno balkánskými válkami, se král Konstantin rozhodl pro neutralitu své země. Jak císař na jedné straně, tak Britové a Francouzi na straně druhé se mu za to vysmívali. Jeho premiér Eleftherios Venizelos, který chtěl, aby Řecko vstoupilo do konfliktu na straně spojenců, se s králem dostal do střetu. Aby Francouzi přinutili Řeky přidat se na stranu spojenců, bombardovali Athény a požadovali odchod krále Konstantina. Ten byl donucen opustit zemi a 10. června 1917 ho ve funkci krále nahradil jeho druhý syn Alexandr. Řecko vstoupilo do války na straně spojenců, zatímco řecká královská rodina odešla do exilu ve Švýcarsku s jedinou výjimkou krále Alexandra. Vzhledem k bouřlivé politické situaci v Řecku nemohla princezna Marie počítat s podporou svých příbuzných. Při návštěvě Paříže se princezna Marie setkala se svým synovcem Alexandrem, kterého Venizelos držel v izolaci od řecké královské rodiny.
Král Alexandr zemřel v říjnu 1920 po infekci způsobené opičím kousnutím a plebiscitem byl na trůn dosazen král Konstantin I. Princezna Marie a její dvě dcery se poté připojily ke králi Konstantinovi a řecké královské rodině v Itálii, kde se malá skupina nalodila na loď řeckého námořnictva směřující na Korfu. Poté členové královské rodiny pokračovali v cestě na palubě torpédoborce Ierax, který je dopravil do Athén. Během této cesty se princezna Maria setkala s velitelem lodi, admirálem Periklesem Ioannidisem. Ovdovělá a rozhodnutá ukončit své dny s „řeckou krví“ byla princezna řeckým admirálem okouzlena. Ioannidis, který byl o pět let mladší než ona, právě strávil tři roky ve vězení venizelistů kvůli své podpoře monarchie.
Po návratu do Řecka se Maria usadila v Athénách. V královské rodině byla velmi oblíbená, dokonce si získala náklonnost manželky prince Jiřího, rumunské princezny Alžběty, jejíž vztahy s ostatními příbuznými byly složité. Na druhou stranu vztahy princezny Marie s jejími dcerami byly napjaté. Kněžnám vadilo, že je matka během války držela daleko od otce. To, že ho už nikdy nemohly vidět, protože velkokníže Georgij Michajlovič byl zabit během ruské revoluce, jejich nelibost jenom zvýšilo a neschvalovaly matčin vztah s Ioannidisem. Částečně proto, aby se od matky distancovaly, se obě dcery brzy vdaly. 17letá kněžna Xenie se v roce 1921 provdala za Williama Batemana Leedse mladšího, syna Nancy Leedsové. Kněžna Nina se v září 1922 v Londýně provdala za prince Pavla Čavčavadzeho (1899–1971), syna prince Alexandra Čavčavadzeho a Marie Rodzjanko. Ve stejném měsíci musel král Konstantin abdikovat poté, co Řecko prohrálo řecko-tureckou válku v letech 1919–1922. Jeho nástupcem se 27. září 1922 stal nejstarší synovec princezny Marie, který se stal řeckým králem Jiřím II.

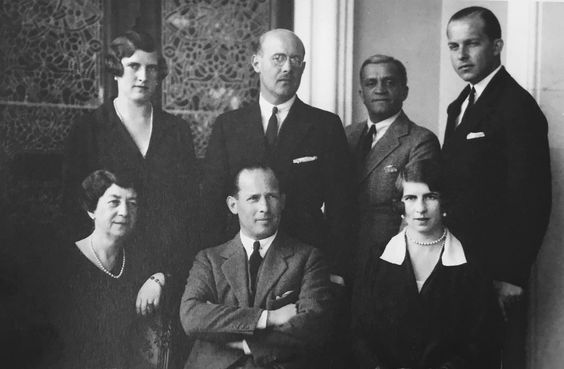
Řecká princezna Marie, její synovec král Jiří II. a její neteř Helena (sedící vpředu). Vzadu stojí řecká princezna Irena, princ Kryštof, admirál Ioannides a princ Pavel, 1923

O tři měsíce později se princezna Marie navzdory nesouhlasu svých dcer provdala 16. prosince 1922 v německém Wiesbadenu za admirála Periklese Ioannidese.
Po líbánkách ve Frankfurtu a Mnichově se řecká princezna Marie a její druhý manžel vrátili do Athén. Řecko opustili v době vyhlášení Druhé řecké republiky v roce 1924.
Manželé se přestěhovali do Londýna do domu, který měla princezna v Regent's Parku, kde žili několik let. Marie se věnovala kreslení a vytvořila sérii barevných rozmarných ilustrací exotických lidí a zvířat, které nazvala „Katoufs“, což v řečtině znamená „dělat obličej“. Své kresby vydala v roce 1925 jako dětskou knížku s říkankami, které napsala kněžna Marie Trubecká, rozená Rodzjanko (1877–1958). Obě ženy knihu věnovaly svému společnému vnukovi, princi Davidu Čavčavadzemu.
Princezna Marie byla oblíbenou neteří královny Alexandry a byla její stálou společnicí během posledních let královnina pobytu v Sandringhamu. Poté, co se její dvě dcery přestěhovaly do Spojených států a její teta královna Alexandra zemřela, se princezna Marie se svým manželem v roce 1926 přestěhovala do Říma. V Itálii žilo také mnoho členů řecké královské rodiny. Princezna si pořídila rezidenci Villa Attica, která se nacházela na ulici via Antonio-Bertoloni. Manželé vedli poměrně prostý život a princezna Marie dělila svůj čas mezi zahradničení a psaní svých pamětí, které po letech vydala její vnoučata. Marie byla vášnivou hráčkou vrhcábů, zatímco její manžel pečlivě sledoval jejich výdaje. V roce 1933 navštívila na několik měsíců Spojené státy, aby viděla své dcery a dvě vnoučata, která pobývala na Long Islandu.

## Pozdní léta života a smrt
Velkokněžna Marie Georgijevna zemřela v rodných Athénách během řecko-italské války (28. října 1940 – 30. dubna 1941). Její dcera Xenie žila dlouhá léta na Long Islandu a byla nějakou dobu provdána za milionáře Williama Leedse, nevlastního syna Mariina bratra prince Kryštofa. Na několik měsíců si k sobě vzala ženu, o níž se později ukázalo, že je podvodnice, Annu Andersonovou. Andersonová se podvodně vydávala za ruskou velkokněžnu Anastázii Nikolajevnu, nejmladší dceru svého bratrance, cara Mikuláše II. a na žádost Williama Leedse byla nucena opustit Xeniin dům. 

## Vývod z předků
|                      |                                                               |  |                |                                         |  |  |  |  |  |  |  | Fridrich Karel Ludvík Šlesvicko-Holštýnsko-Sonderbursko-Beckský |
|                      |                                                               |  |                |                                         |  |  |  |  |  |  |  |                                                                 |
|                      | Fridrich Vilém Šlesvicko-Holštýnsko-Sonderbursko-Glücksburský |  |                |                                         |  |  |  |  |  |  |  |                                                                 |
|                      |                                                               |  |                |                                         |  |  |  |  |  |  |  |                                                                 |
|                      |                                                               |  |                | Frederika Schliebenská                  |  |  |  |  |  |  |  |                                                                 |
|                      |                                                               |  |                |                                         |  |  |  |  |  |  |  |                                                                 |
|                      | Kristián IX.                                                  |  |                |                                         |  |  |  |  |  |  |  |                                                                 |
|                      |                                                               |  |                |                                         |  |  |  |  |  |  |  |                                                                 |
|                      |                                                               |  |                | Karel Hesensko-Kasselský                |  |  |  |  |  |  |  |                                                                 |
|                      |                                                               |  |                |                                         |  |  |  |  |  |  |  |                                                                 |
|                      | Luisa Karolina Hesensko-Kasselská                             |  |                |                                         |  |  |  |  |  |  |  |                                                                 |
|                      |                                                               |  |                |                                         |  |  |  |  |  |  |  |                                                                 |
|                      |                                                               |  |                | Luisa Dánská a Norská                   |  |  |  |  |  |  |  |                                                                 |
|                      |                                                               |  |                |                                         |  |  |  |  |  |  |  |                                                                 |
|                      | Jiří I. Řecký                                                 |  |                |                                         |  |  |  |  |  |  |  |                                                                 |
|                      |                                                               |  |                |                                         |  |  |  |  |  |  |  |                                                                 |
|                      |                                                               |  |                | Fridrich Hesensko-Kasselský             |  |  |  |  |  |  |  |                                                                 |
|                      |                                                               |  |                |                                         |  |  |  |  |  |  |  |                                                                 |
|                      | Vilém Hesensko-Kasselský                                      |  |                |                                         |  |  |  |  |  |  |  |                                                                 |
|                      |                                                               |  |                |                                         |  |  |  |  |  |  |  |                                                                 |
|                      |                                                               |  |                | Karolina Nasavsko-Usingenská            |  |  |  |  |  |  |  |                                                                 |
|                      |                                                               |  |                |                                         |  |  |  |  |  |  |  |                                                                 |
|                      | Luisa Hesensko-Kasselská                                      |  |                |                                         |  |  |  |  |  |  |  |                                                                 |
|                      |                                                               |  |                |                                         |  |  |  |  |  |  |  |                                                                 |
|                      |                                                               |  |                | Frederik Dánský                         |  |  |  |  |  |  |  |                                                                 |
|                      |                                                               |  |                |                                         |  |  |  |  |  |  |  |                                                                 |
|                      | Luisa Šarlota Dánská                                          |  |                |                                         |  |  |  |  |  |  |  |                                                                 |
|                      |                                                               |  |                |                                         |  |  |  |  |  |  |  |                                                                 |
|                      |                                                               |  |                | Žofie Frederika Meklenbursko-Zvěřínská  |  |  |  |  |  |  |  |                                                                 |
|                      |                                                               |  |                |                                         |  |  |  |  |  |  |  |                                                                 |
| Marie Řecká a Dánská |                                                               |  |                |                                         |  |  |  |  |  |  |  |                                                                 |
|                      |                                                               |  |                |                                         |  |  |  |  |  |  |  |                                                                 |
|                      |                                                               |  | Pavel I. Ruský |                                         |  |  |  |  |  |  |  |                                                                 |
|                      |                                                               |  |                |                                         |  |  |  |  |  |  |  |                                                                 |
|                      | Mikuláš I. Pavlovič                                           |  |                |                                         |  |  |  |  |  |  |  |                                                                 |
|                      |                                                               |  |                |                                         |  |  |  |  |  |  |  |                                                                 |
|                      |                                                               |  |                | Žofie Dorota Württemberská              |  |  |  |  |  |  |  |                                                                 |
|                      |                                                               |  |                |                                         |  |  |  |  |  |  |  |                                                                 |
|                      | Konstantin Nikolajevič Ruský                                  |  |                |                                         |  |  |  |  |  |  |  |                                                                 |
|                      |                                                               |  |                |                                         |  |  |  |  |  |  |  |                                                                 |
|                      |                                                               |  |                | Fridrich Vilém III.                     |  |  |  |  |  |  |  |                                                                 |
|                      |                                                               |  |                |                                         |  |  |  |  |  |  |  |                                                                 |
|                      | Šarlota Pruská                                                |  |                |                                         |  |  |  |  |  |  |  |                                                                 |
|                      |                                                               |  |                |                                         |  |  |  |  |  |  |  |                                                                 |
|                      |                                                               |  |                | Luisa Meklenbursko-Střelická            |  |  |  |  |  |  |  |                                                                 |
|                      |                                                               |  |                |                                         |  |  |  |  |  |  |  |                                                                 |
|                      | Olga Konstantinovna Romanovová                                |  |                |                                         |  |  |  |  |  |  |  |                                                                 |
|                      |                                                               |  |                |                                         |  |  |  |  |  |  |  |                                                                 |
|                      |                                                               |  |                | Fridrich Sasko-Altenburský              |  |  |  |  |  |  |  |                                                                 |
|                      |                                                               |  |                |                                         |  |  |  |  |  |  |  |                                                                 |
|                      | Josef Sasko-Altenburský                                       |  |                |                                         |  |  |  |  |  |  |  |                                                                 |
|                      |                                                               |  |                |                                         |  |  |  |  |  |  |  |                                                                 |
|                      |                                                               |  |                | Šarlota Georgina Meklenbursko-Střelická |  |  |  |  |  |  |  |                                                                 |
|                      |                                                               |  |                |                                         |  |  |  |  |  |  |  |                                                                 |
|                      | Alexandra Sasko-Altenburská                                   |  |                |                                         |  |  |  |  |  |  |  |                                                                 |
|                      |                                                               |  |                |                                         |  |  |  |  |  |  |  |                                                                 |
|                      |                                                               |  |                | Ludvík Württemberský                    |  |  |  |  |  |  |  |                                                                 |
|                      |                                                               |  |                |                                         |  |  |  |  |  |  |  |                                                                 |
|                      | Amálie Württemberská                                          |  |                |                                         |  |  |  |  |  |  |  |                                                                 |
|                      |                                                               |  |                |                                         |  |  |  |  |  |  |  |                                                                 |
|                      |                                                               |  |                | Henrietta Nasavsko-Weilburská           |  |  |  |  |  |  |  |                                                                 |
|                      |                                                               |  |                |                                         |  |  |  |  |  |  |  |                                                                 |